# Filialkirche St. Erhard (St. Paul)

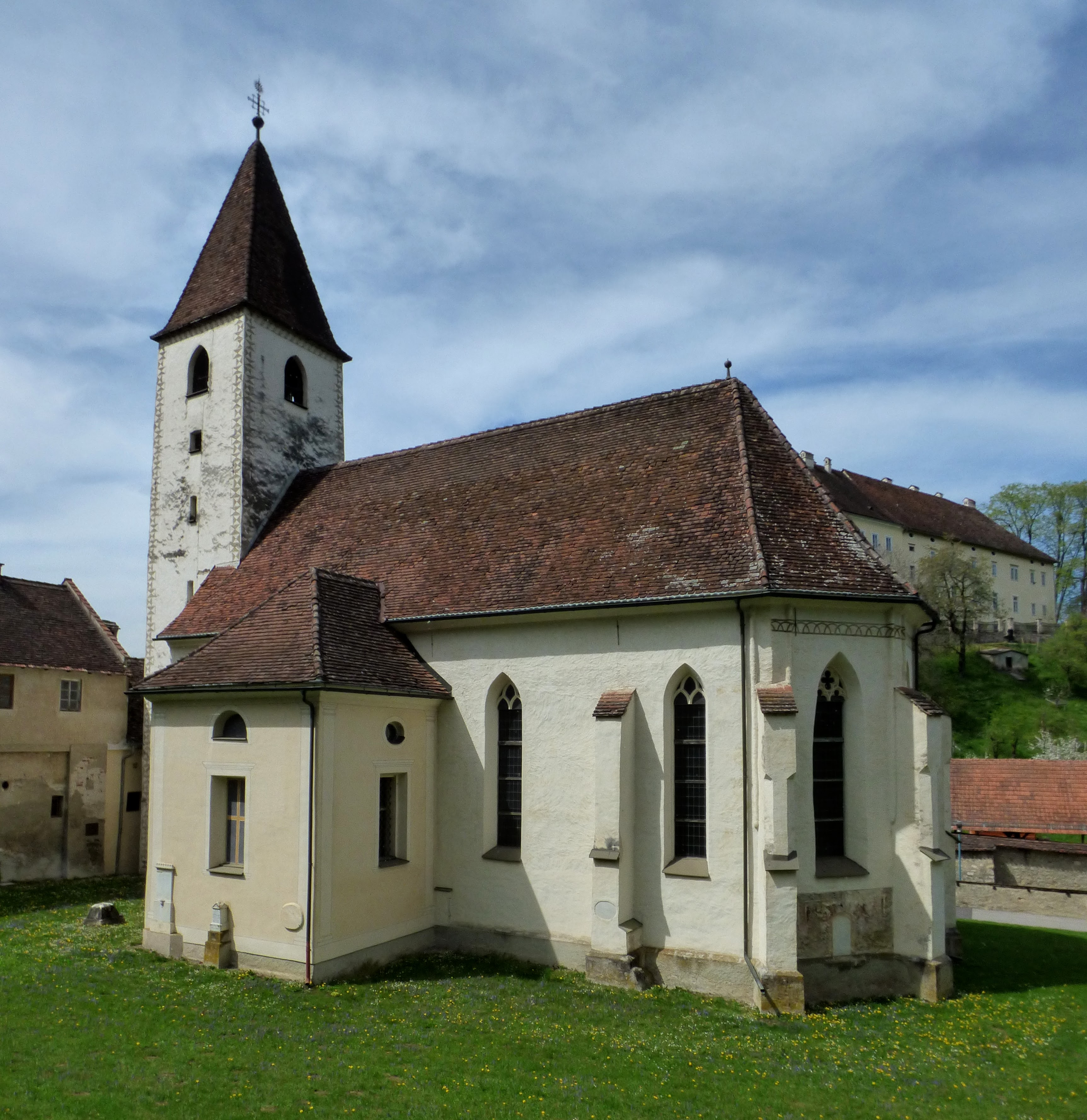
Filialkirche St. Erhard

Die Filialkirche St. Erhard in St. Paul im Lavanttal, meist kurz Erhardikirche genannt, befindet sich am Fuße des Stiftshügels, durch die Straße vom Stift getrennt. Sie ist dem heiligen Erhard von Regensburg geweiht.

## Baubeschreibung
Der mittelgroße Kirchenbau ist einschiffig. Im Grundriss ist die ursprüngliche gotische Anlage, die um 1400 errichtet und 1405 erstmals urkundlich erwähnt wurde, gut erhalten. Der Bau besteht großteils aus vermörteltem Bruchsteinmauerwerk, nur wenige Teile sind aus Ziegeln gemauert. Der Chor besitzt die gleiche Breite und Höhe wie das Kirchenschiff und einen 5/8-Schluss. Die zweistufigen Strebepfeiler des Chors lassen darauf schließen, dass er von Beginn an eingewölbt war. Die Fenster sind groß und spitzbogig; zum Teil sind sie noch zweibahnig; innen sind sie rechteckig verändert.
An der Westseite der Kirche befindet sich der Turm. Er hat einen quadratischen Grundriss, sechs Geschoße und ist mit einem mittelsteilen Pyramidenhelm gedeckt. Er wird vom Langhaus her betreten, das Erdgeschoß ist kreuzgratgewölbt.

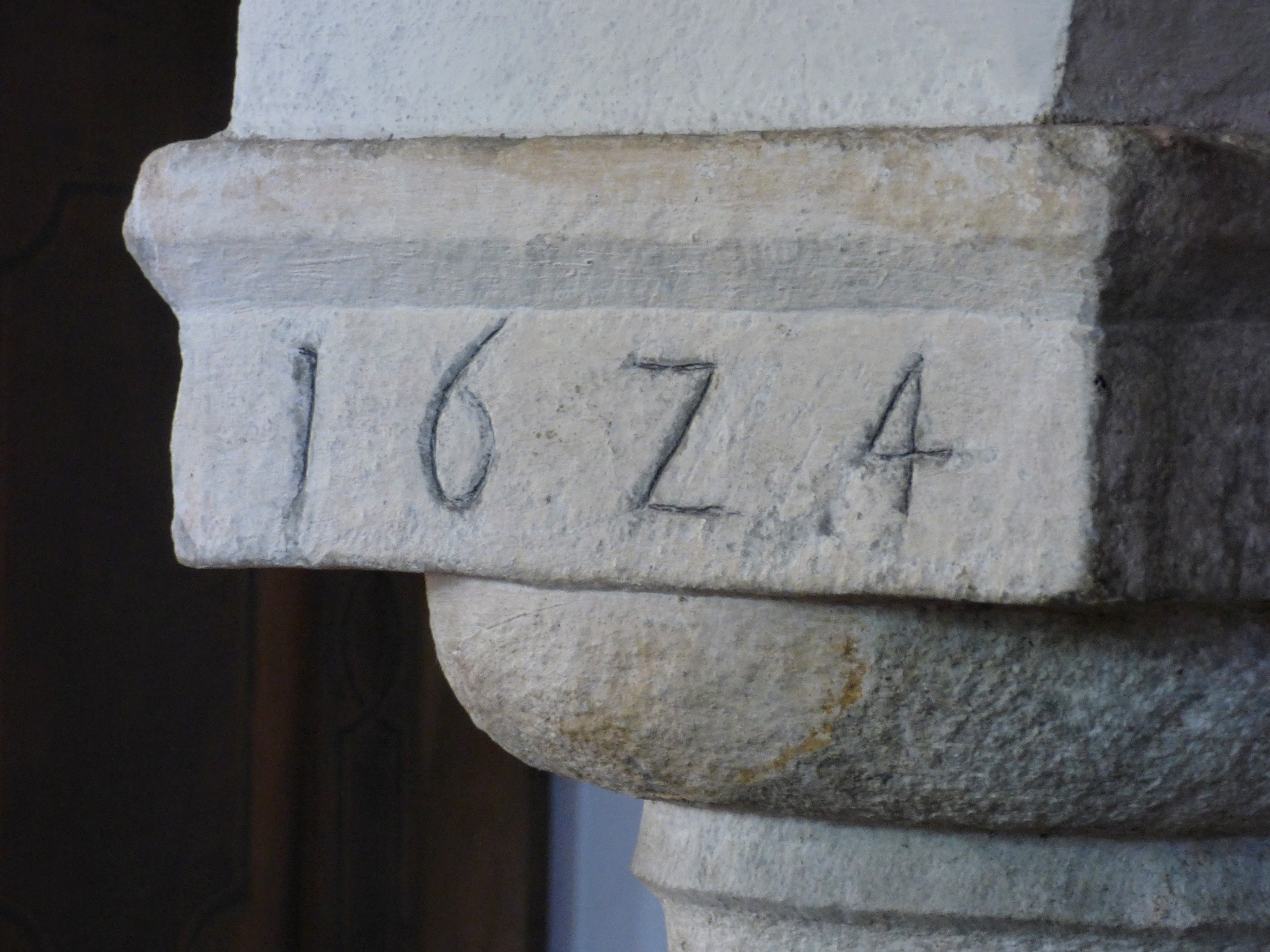
Umbau 1624: Jahreszahl an Säule unter der Empore

Das Langhaus ist dreijochig und besitzt über Konsolen ein Kreuzgratgewölbe. In der westlichen Hälfte des Schiffes befindet sich an der Nord- und Südmauer je ein gotisches Tor mit profiliertem Gewände. Das südliche ist vermauert, das Bogenrelief mit dem Lamm Gottes aus dem 15. Jahrhundert blieb sichtbar. Neben dem nördlichen Tor befindet sich ein steinerner Weihwasserkessel, bezeichnet 1511. Die Fenster sind innen rechteckig abgeschlossen, diese barockisierende Änderung fand 1623 bis 1625 unter Abt Hieronymus Marchstaller statt. In dieser Zeit wurde auch an der Westseite eine Sängerempore errichtet, die über eine Wendeltreppe aus Holz erreichbar ist. An den beiden Balustersäulen, die das Gewölbe der Empore tragen, sind die Jahreszahl 1624 und H.A.S.P. zu lesen. Unter Marchstaller wurden auch Chor und Langhaus (neu) eingewölbt, der Boden wurde um rund 63 cm angehoben. Dadurch kam es zu einer deutlichen Veränderung des Raumeindrucks. Ein Maler, vermutlich Lorenz Gabler, malte die Gewölbe aus. Diese wurden wohl bei der Restaurierung 1864 übertüncht. Damals entstand das Deckengemälde in neuraffaelischem Stil, das drei singende Engel zeigt. 
Die Außenwände erhielten 1985/86 wieder den Kratzputzdekor, wie er bei der Restaurierung rekonstruiert werden konnte: Diamantquaderungen am Turm und am Kirchenschiff, ein Laufender Hund-Fries am Turm sowie ein Bogenfries an Schiff und Chor.

### Seitenkapellen
An der Nord- und Südseite befindet sich je eine quadratische Seitenkapelle. Sie schließen nach Osten an die Tore an. Erbaut wurden sie unter Abt Albert Reichart (1677–1727), der auch im Stift zahlreiche Bauvorhaben durchführte. Die Stuckaturen an den Kreuzgewölben werden auf etwa 1690 datiert und dürften von Johann Peter Wittini stammen. Sie zeigen Blumen, Blätter, Früchte und dralle Putten. Der Wandaltar in der südlichen Seitenkapelle ist ebenso stuckiert. Das Altarbild zeigt den Tod des heiligen Joseph, das Aufsatzbild den heiligen Michael. Sie werden auf etwa 1790 datiert. In den Kartuschen der Decke befinden sich fünf Bilder in volkstümlicher Frische. Sie dürften im Zuge einer Renovierung 1777 entstanden sein. Als Maler wird der Völkermarkter Franz Xaver Heigel vermutet. 
Die Außenseiten der Kapellen erhielten 1985/86 wieder den barocken gemalten Pilasterdekor, wie er etwa 1700 entstand, aber später übertüncht worden war.

### Fresken
An der Außenseite der Südostwand des Chores befindet sich ein spätgotisches Fresko von rund drei Metern Breite, das durch Aufpicken des Putzes und durch das Einsetzen einer Grabplatte stark beschädigt ist. Die Darstellung ist nicht klar erkennbar. Stilistische Vergleiche mit dem Stifterfresko der St. Pauler Stiftskirche lassen als Maler Thomas von Villach vermuten. In der Darstellung wird Christus vor Pilatus vermutet, weiters die Heiligen Magdalena und Dorothea. In der Ecke der Bordüre ist ein Männerkopf zu sehen, analog zum Stifterfresko in der Stiftskirche.
Die Fresken im Innenraum der Kirche wurden zu einem guten Teil erst bei der Renovierung 1975/76 entdeckt.

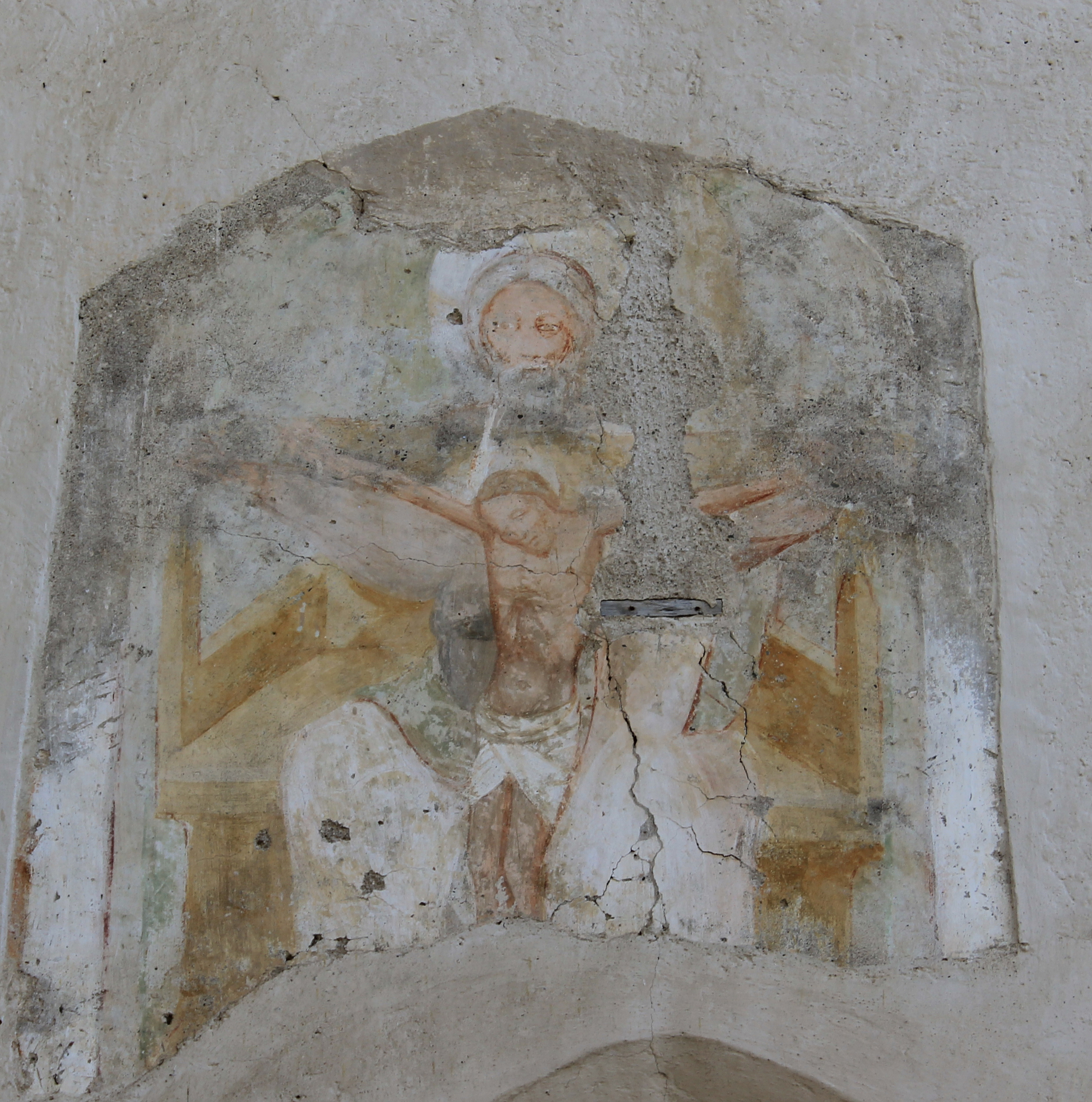
Fresko Christus am Kreuz

An der Innenseite der Nordwand gibt es großes Fresko mit Christus am Kreuz vor weiter Landschaft. Das Kreuz ist etwas nach rechts gerückt und schräg tiefenwärts gestellt. Unter dem Kreuz stehen der heilige Johannes, hinter diesem Maria. Zwischen den beiden kniet verkleinert der Stifter des Bildes. Die dreizeilige Inschrift am unteren Bildrand ist verstümmelt, gut zu erkennen ist die Jahreszahl 1527. Komposition wie auch der Faltenwurf der Gewänder Marias erinnern an Arbeiten von Wolf Huber, wobei aber eine eigenhändige Arbeit Hubers hier ausgeschlossen wird. 
An der Südseite befinden sich Reste eines großflächigen Freskos aus der Mitte des 16. Jahrhunderts: zu erkennen sind oben Gottvater, darüber Girlanden und Engel. An der rechten Seite ist die Stifterin dargestellt, von einem Franziskaner als Fürbitter begleitet.
Im Chor befinden sich eine Reihe von Fresken von unterschiedlichen Malern:
- An der Nordseite links unten befindet sich die Darstellung der heiligen Anna selbdritt mit den Heiligen Josef und Zacharias von etwa 1533.
- Daneben, eingerahmt in ein Ornamentband, Maria mit dem Jesukind und die heilige Dorothea, vor ihnen kniend der weltliche Stifter.
- Die heute vermauerte Sakramentsnische ist mit einem Schmerzensmann in Halbfigur übermalt.
- Es folgt ein sitzender heiliger Bischof im grünen Messkleid mit Buch. In der Darstellung aus dem 16. Jahrhundert wird der heilige Erhard, der Kirchenpatron, vermutet.
- Um den Chorabschluss läuft ein Freskenband, das die zwölf Apostel in Kleeblatt-Arkadenbögen enthält. Unter diesem gibt es noch einen schmalen Streifen mit Propheten aus dem Alten Testament.

### Einrichtung

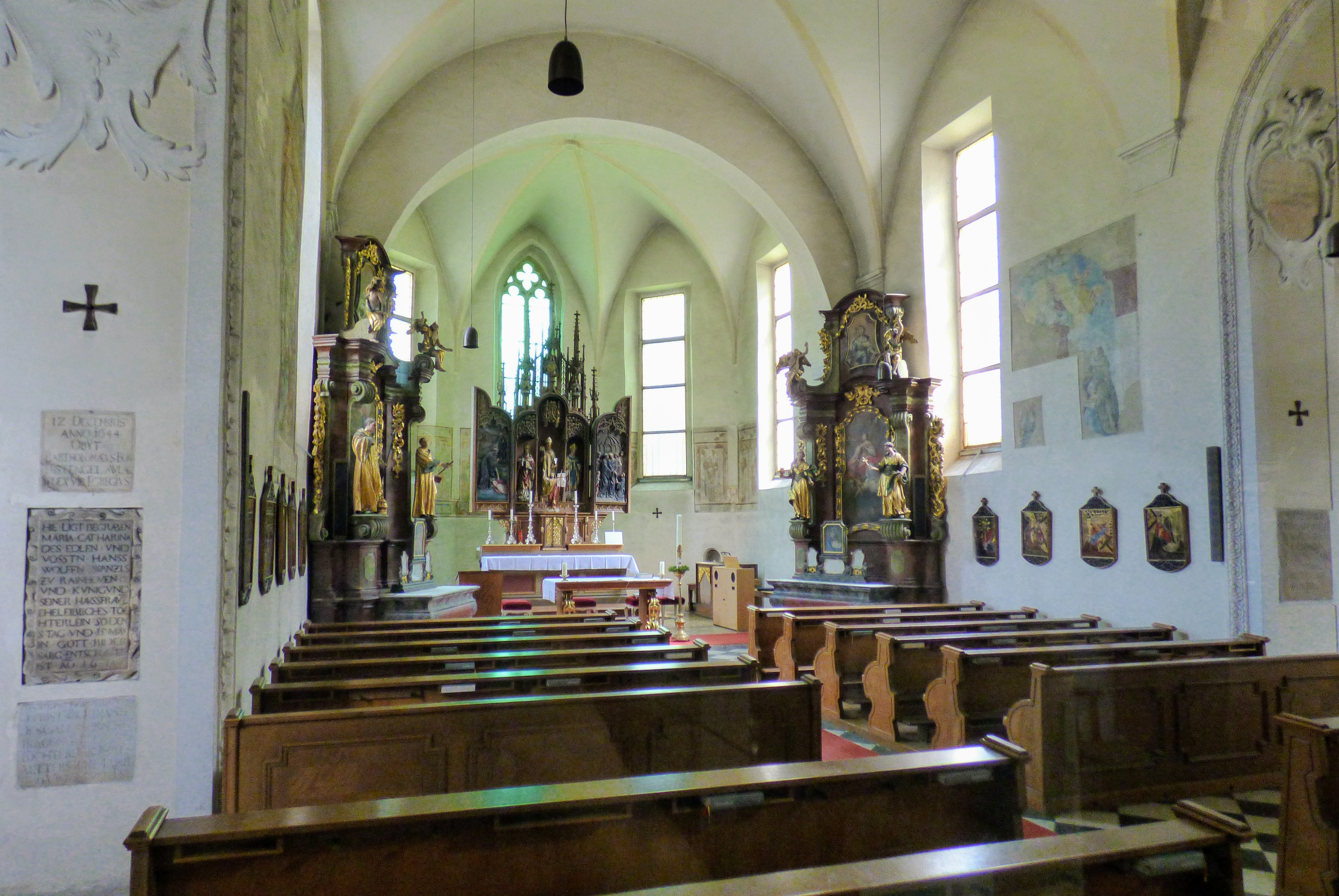
Kircheninneres

Der Hochaltar wurde 1913 von Eugen Baron d’Albon gestiftet. Es ist ein gotisierender Flügelaltar und stammt aus Gröden. Im Mittelschrein befinden sich Statuen des Kirchenpatrons Erhard, flankiert von einem heiligen Bischof, möglicherweise Norbert und Papst Gregor dem Großen. Auf den Seitenflügeln sind zwei Begebnisse aus dem Leben des heiligen Benedikt dargestellt: links die Rettung des Placidus aus dem Wasser durch Maurus, rechts der Tod des heiligen Benedikt. 
Schräg am Triumphbogen stehen zwei baugleiche spätbarocke Seitenaltäre. Die großen Altarbilder (links die Muttergottes mit dem Kinde und die 14 Nothelfer, rechts die heilige Katharina auf Wolken) werden von schräg nach außen stehenden Volutenpfeilern flankiert. Auf deren Sockeln stehen vergoldete Statuen: links Papst Gregor der Große und ein jugendlicher Benediktiner, vielleicht Placidus von Subiaco, rechts die Heiligen Agnes und Luzia. Über dem Altarbild befindet sich ein Aufsatzbild, links der heilige Johannes Nepomuk, rechts die heilige Margareta; dem Bild zur Seite auf den Voluten sitzen Engel. Das Hauptgesims ist reich profiliert und mit zahlreichen Laub-Bandwerkornamenten geschmückt. Auf dem Altartisch befindet sich noch ein gerahmtes Gemälde: links die heilige Anna mit Maria und Joachim, rechts das dornengekrönte Haupt Christi. Die Seitenaltäre stammen vom gleichen namenlosen Meister, der um 1730 den Hochaltar in der Stiftskirche erweitert hat.
Der Altar der nördlichen Seitenkapelle besitzt zwei korinthische Säulen zu seiten des Hauptbildes sowie Giebelschwünge beim Aufsatzbild. Der Altar trug früher die Beschriftung 1711. Das Altarbild zeigt den Tod des heiligen Josef und ist mit S. Scharlinger signiert. Der Altar der südlichen Kapelle ist stuckiert und stammt wie die anderen Stuckarbeiten der Kirche wahrscheinlich von Johann Peter Wittini. Das Altarbild zeigt einen Herz-Jesu mit den Stiftern, ist mit Fibinger 1942 bezeichnet und wird als dilettantisch eingestuft. Das Aufsatzbild zeigt den Erzengel Michael.

## Alter Friedhof

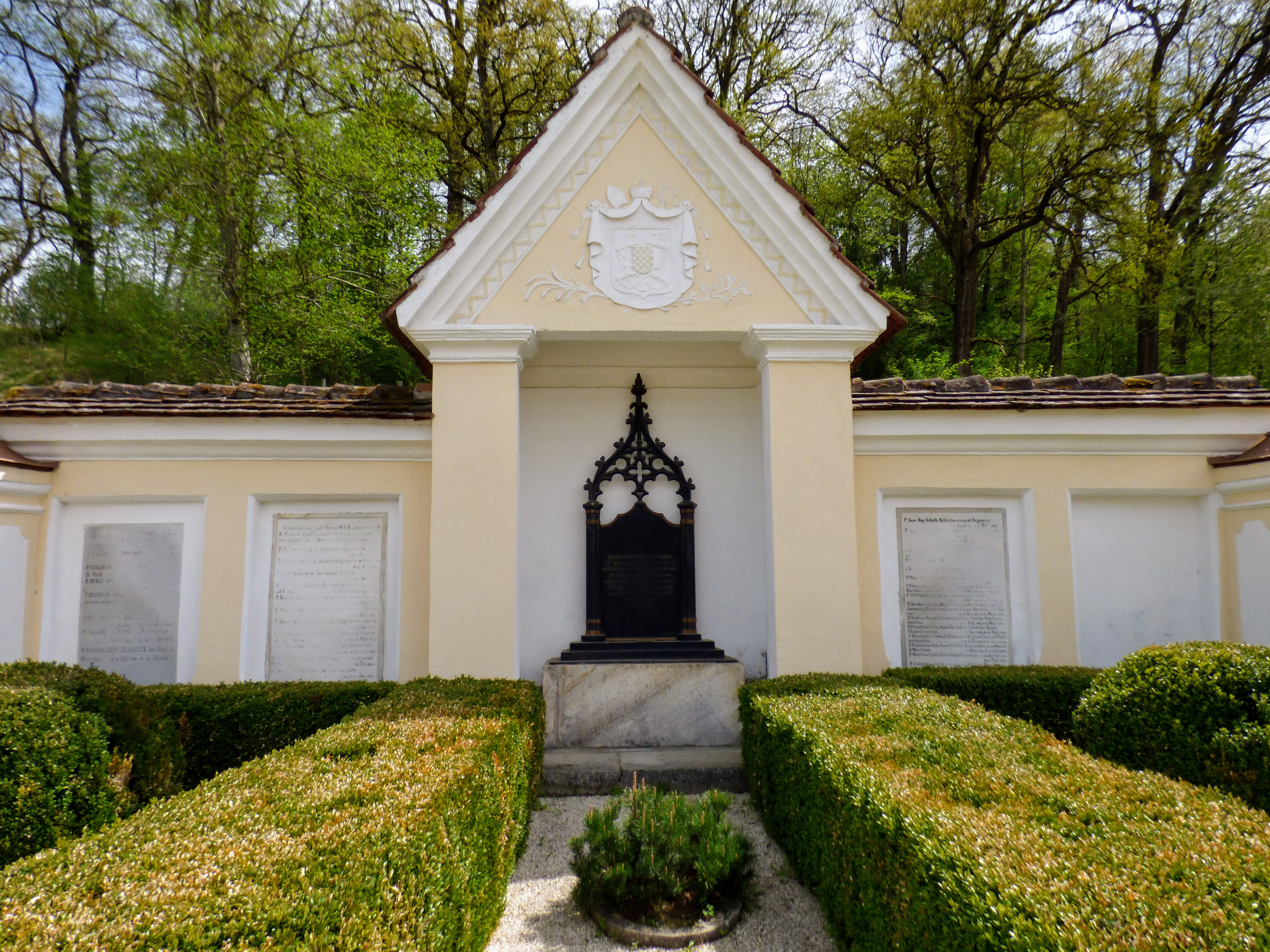
Grab des Berthold Rottler; Tafeln mit Namen hier beigesetzter Mönche

Östlich und hinter der Kirche nach Süden befindet sich der alte Friedhof. Ein Grabstein mit dem Datum 11. November 1784 an der Nordwand ist der älteste Hinweis auf die Existenz des Friedhofs. An der Südseite der Kirchhofsmauer befindet sich die Grabtafel für den Fürstabt Berthold Rottler. Es ist dies eine gusseiserne, gotisierende Tafel in einem Biedermeier-Nischenbau mit spitzem Dachgiebel. An der Friedhofsmauer seitlich davon befinden sich auf drei Marmortafeln die Namen von 37 Mönchen, die bis 1863 hier beigesetzt wurden, 33 davon waren 1809 aus St. Blasien nach St. Paul gekommen. An den Außenwänden der Kirche sind einige weitere Grabsteine eingemauert, die jüngsten datieren von 1875. An der Nordwand befindet sich ein al fresco gemalter Sarkophag mit den Emblemen eines Maurer- oder Baumeisters, dessen Inschrift allerdings nicht mehr lesbar ist.

## Geschichte
Die Erhardikirche wurde 1405 erstmals urkundlich als Pfarrkirche genannt. Sie wurde wie auch der Markt St. Paul 1432 und 1446 von den Cilliern geplündert, als das Stift in die Streitigkeiten zwischen dem Bistum Gurk und den Cilliern verwickelt wurde. Danach verwahrloste die Kirche und wurde erst unter Abt Hieronymus Marchstaller 1623 bis 1625 renoviert. Die Wiedereinweihung erfolgte am 19. April 1626. Kurz vor 1700 wurden die beiden Seitenkapellen erbaut.
Eine umfassende Renovierung fand 1864 statt. Der barocke Hochaltar wurde 1880 abgetragen, er ist heute verschollen. Statt ihm befand sich bis 1935 der Hochaltar der Stiftskirche hier. Dann wurde der heutige Hochaltar aufgestellt. Nach der Aufhebung des Stiftes durch die Nationalsozialisten und der damit einhergehenden Sperre der Stiftskirche diente die Erhardikirche von 1940 bis 1945 als Pfarrkirche.
Eine umfassende Restaurierung fand 1975/76 statt. Dabei wurden die Innenräume restauriert und das Dach instand gesetzt. Das Kirchenschiff erhielt einen neuen Natursteinboden. Die seit 1935 bekannten Fresken im Chorbereich wurden freigelegt. Das Kirchengestühl wurde erneuert, die barocke Kanzel von etwa 1730 wurde abgetragen. Beim Eingang wurde ein Windfang eingebaut. Ein Volksaltar wurde errichtet. Die Wiedereinweihung fand am 31. Oktober 1976 statt. 1985/86 fand eine umfangreiche Außenrestaurierung statt.

## Belege
- Karl Ginhart: Die alte Pfarrkirche St. Erhard. In: Karl Ginhart (Hrsg.): Die Kunstdenkmäler des Benediktinerstiftes St. Paul im Lavanttal und seiner Filialkirchen. (= Österreichische Kunsttopographie Band XXXVII). Schroll, Wien 1969, S. 449–457.